# 토성에서 본 지구 일면통과
토성에서 본 지구의 태양면 통과 현상은 지구가 태양과 토성 사이를 정확하게 가로지를 때 일어난다. 그러나 토성의 관측자가 볼 때 지구는 태양면을 지나가는 매우 작은 점처럼 보일 것이다.
누구도 토성 또는 토성 근처의 위성에서 지구가 태양 앞을 지나가는 광경을 목격하지 못했고, 이 광경을 목격할 지구인은 당분간 나오지 않을 것이다. 가장 가까운 일자는 2020년 7월 20일이다.
토성은 인간이 발을 딛을 수 없는 기체로 이루어진 천체이기 때문에, 실질적으로 인류가 이 현상을 관측하려면 토성 주위를 도는 위성의 표면에 내려야 할 것이다. 여기서 토성과 위성의 위치는 다르기 때문에, 관측 시간은 미묘하게 차이가 날 것이다.
지구와 토성의 회합 주기는 387.107일이다. 이는 1/(1/P-1/Q) 공식을 이용하여 나온 값인데, 여기서 P는 지구의 항성년이며(365.25636일), Q는 토성의 공전 주기이다(10746.940일).

## 시각표
| 토성에서 관측되는 지구 일면통과 시각표 | 토성에서 관측되는 지구 일면통과 시각표 |
| -------------------------------------- | -------------------------------------- |
| 1931년 7월 13일                        |                                        |
| 1946년 1월 12일                        |                                        |
| 1961년 7월 19일                        |                                        |
| 1990년 7월 14일                        |                                        |
| 2005년 1월 13일                        |                                        |
| 2020년 7월 20일                        |                                        |
| 2049년 7월 16일                        |                                        |
| 2064년 1월 16일                        |                                        |
| 2078년 7월 11일                        |                                        |
| 2093년 1월 9일                         |                                        |

## 같이 보기
- 통과 (천문학)

## 참고 문헌
- Albert Marth, Note on the Transit of Mercury over the Sun’s Disc, which takes place for Venus on 1894 March 21, and on the Transits of Venus and Mercury, which occur for Saturn’s System on the same day, Monthly Notices of the Royal Astronomical Society, 54 (1894), 172–174. 논문 질의 결과. (영어)